# Anna Nalick
Anna Christine Nalick, född 30 mars 1984 i Temple City, Kalifornien, är en amerikansk singer-songwriter. Hennes debutalbum, Wreck of the Day, innehållande hennes första radiohit "Breathe (2 AM)", utgavs 19 april 2005. Nalicks andra album, Broken Doll & Odds & Ends, utgavs 5 juni 2011 och hennes tredje album, At Now, lanserades 19 oktober 2017.

## Diskografi

### Studioalbum
| år   | Album                     | Topplacering | Topplacering | RIAA |
| år   | Album                     | US           | NZ           | RIAA |
| ---- | ------------------------- | ------------ | ------------ | ---- |
| 2005 | Wreck of the Day          | 20           | 14           | Guld |
| 2011 | Broken Doll & Odds & Ends | –            | –            | –    |
| 2017 | At Now                    | –            | –            | –    |

### Singlar
| År   | Singel             | Topplacering | Topplacering | Topplacering | Topplacering    | Topplacering | Topplacering | Album            |
| År   | Singel             | US Hot 100   | US Pop 100   | US Adult     | US Top 40 Main. | US AC        | US Sales     | Album            |
| ---- | ------------------ | ------------ | ------------ | ------------ | --------------- | ------------ | ------------ | ---------------- |
| 2005 | "Breathe (2 AM)"   | 45           | 31           | 6            | 22              | 4            | —            | Wreck of the Day |
| 2005 | "In The Rough"     | —            | —            | 15           | —               | —            | —            | Wreck of the Day |
| 2006 | "Wreck of the Day" | —            | —            | 39           | —               | —            | —            | Wreck of the Day |
| 2008 | "Shine"            | —            | —            | 30           | —               | —            | 1            | Shine (EP)       |
| 2015 | "Aura"             | —            | —            | –            | —               | —            | —            | At Now           |
| 2017 | "At Now"           | —            | —            | –            | —               | —            | –            | At Now           |